# Ниалдаг
Ниалдаг или Ниялдаг (азерб. Niyaldağ) — горная вершина в Исмаиллинском районе Азербайджана, на востоке Водораздельного хребта Большого Кавказа, близ реки Гирдыманчай. Входит в систему Лагичских гор. Высота — 2063,5 метров, (по другим сведениям) — 2111 метров. У подножий Ниалдага расположен населённый пункт Зарнава, к северу находится посёлок Лагич.

## Этимология
Впервые упоминается в источниках с X века. Предположительно название пика восходит к горе Ниял, расположенной в Иране. Название Ниялдаг объясняется как девять перевалов («ни» с татского — девять и «ял» — перевал).

## История
На вершине горы находится старинная крепость «Ниял», о которой упоминают арабские источники прошлого.
В прежние времена через Ниялдагский перевал проходил один из караванных путей, связывавший Лагич с внешним миром.
До 1920 -х годов XX века у подножия Ниялдага имелся пир под раскидистым, одиноким деревом. Местное население именовало его как «Yek dar» (Одно дерево). Позднее пир был разрушен в рамках большевистской борьбы с религией.